# معهد الفلم البريطاني
جمعية الأفلام البريطانية منظمة خيرية للأفلام والتلفزيون تعمل على تعزيز صناعة الأفلام والتلفزيون والحفاظ عليها في المملكة المتحدة.

## روابط خارجية
- الموقع الرسمي
- Screen Online - BFI Film History
- British Film Institute at Google Cultural Institute
- "BFI Research Project on its history". School of History. كلية الملكة ماري (جامعة لندن). مؤرشف من الأصل في 2017-08-24.
- Cook، Pam. "BFI Watch". مؤرشف من الأصل في 2019-03-24. Independent blog about events affecting the BFI

لا توجد روابط لمواقع التواصل الاجتماعي.

قالب:صندوق معلومات تجهيزات مخبرية